# Автомобилист (футбольный клуб, Одесса)
Автомобилист — советский футбольный клуб из Одессы. Основан в 1957 году. Последний раз упоминается в 1966 году.

## Наименования
- 1957—1965 — «Таксопарк»;
- с 1965 — «Автомобилист».

## Достижения
- Во второй лиге — 28 место (в зональном финале класса «Б» 1965 год).
- В кубке СССР — поражение в 1/4 зонального финала (1965).